# Distel
Een distel is een plant met stekels aan de bladeren en aan de bloemhoofdjes.
Onder de naam distel vallen samengesteldbloemigen van de volgende geslachten:
1. Distels voor het geslacht Carduus
2. Vederdistel voor het geslacht Cirsium
3. Mariadistel voor het geslacht Silybum
4. Wegdistel voor het geslacht Onopordon
5. Driedistel voor het geslacht Carlina
6. Ook artisjok en kardoen, van het geslacht Cynara, worden vaak distels genoemd.
7. Anacantha

De naam wordt daarnaast ook gebruikt voor kruisdistels (geslacht Eryngium) en de blauwe zeedistel (Eryngium maritimum), hoewel dit geen samengesteldbloemigen zijn.